# Bhopalwala
Bhopalwala (en ourdou : بھوپالوالہ) est une ville pakistanaise située dans le district de Sialkot, dans le nord de la province du Pendjab. C'est la huitième plus grande ville du district. Elle est située à moins de vingt kilomètres au sud-ouest de Sialkot.
La population de la ville a été multipliée par plus de deux entre 1972 et 2017 selon les recensements officiels, passant de 9 473 habitants à 20 155. Entre 1998 et 2017, la croissance annuelle moyenne s'affiche à 1,6 %, inférieure à la moyenne nationale de 2,4 %.
|            | 1972 (rec.) | 1981 (rec.) | 1998 (rec.) | 2017 (rec.) |
| ---------- | ----------- | ----------- | ----------- | ----------- |
| Population | 9 473       | 10 641      | 14 944      | 20 155      |